# Hells Angels
Hells Angels Motorcycle Club is een internationale motorclub.

## Algemene geschiedenis
De club werd opgericht op 17 maart 1948 in Fontana/San Bernardino, in de Amerikaanse staat Californië. Leden van het eerste uur waren vooral oud-militairen die zich, ontgoocheld door hun oorlogservaringen, afkeerden van de burgerlijke normen en waarden.
Gedacht wordt dat een aantal van hen deel heeft uitgemaakt van de 303rd Bomb Group van de Amerikaanse Eighth Air Force die tijdens de Tweede Wereldoorlog was gelegerd op basis RAF Molesworth in Engeland en vele bombardementsvluchten uitvoerde boven Duitsland. Nadat een B-17 Flying Fortress-bommenwerper met de bijnaam Hell's Angels op 13 mei 1943 als eerste 25 bombardementsvluchten had voltooid, nam de hele bomb group de bijnaam aan. De naam Hell's Angels is overigens afkomstig van een gelijknamige film uit 1930 die geproduceerd werd door de excentrieke miljardair Howard Hughes. Er is echter nooit bewezen dat een van hen ooit daadwerkelijk deel heeft uitgemaakt van de motorclub.
Otto Friedli, een lid van de "pissed off bastards of Bloomington", scheidde zich af van zijn club en vormde in Fontana direct in de buurt van San Bernadino de "Hell's Angels motorcycle club". Later ging deze club samen met de "market street commando's MC" en vormde de San Francisco-chapter van de Hells Angels. Ondertussen had Sonny Barger in Oakland ook een MC opgericht onder dezelfde naam. Ook waren er nog andere clubs onder dezelfde naam, vaak zonder het van elkaar te weten. Door inzet van Barger zijn rond 1955 deze clubs gaan samenwerken. De door Sonny Barger ontwikkelde deathshead is standaard geworden en de veel kleinere deathshead van de Frisco Angels verdween.
Kenmerkend voor deze club – en andere vergelijkbare – is dat de leden formeel gezag en regels niet erkennen en hun eigen regels willen hanteren. Daarbij gaan ze het gebruik van geweld niet uit de weg. De Hells Angels wordt gekwalificeerd als een 1%MC.
Iedere lokale afdeling wordt chapter of charter genoemd en is verantwoording verschuldigd aan de hoofdchapter in Californië. In de loop van de jaren zijn charters opgericht in vele landen en tezamen tellen deze clubs vele duizenden leden. Ook hebben de Hells Angels supportclubs. De grootste is Red Devils MC.

## Nederland
De Nederlandse afdeling heet Hells Angels Holland en ontstond in Amsterdam in 1978 uit de Kreidlerclub-Oost. De Amsterdamse chapter wordt vaak door justitie en politie de "motherchapter" van Europa genoemd. Ook wordt deze de invloedrijkste chapter van Nederland genoemd.
In 1995 werden de Angels voor het eerst omschreven als een crimineel netwerk. Dat gebeurde door de commissie-Van Traa, die onderzoek deed naar de IRT-affaire. De motorclub zou zich onder meer bezighouden met de productie van amfetaminen, vrouwenhandel en handel in gestolen voertuigen.
De Centrale Recherche Informatiedienst (CRI) noemde de Hells Angels in een studie zelfs "de tweede maffiaclub van de wereld".
De crimineel Sam Klepper was een prospect (aspirant-lid) van de Amsterdamse Hells Angels. Na zijn liquidatie in 2000 werd hij postuum tot Hells Angel bevorderd. Tijdens zijn begrafenis werd hij door honderden clubleden naar zijn graf begeleid.
Op 13 februari 2004 werden drie Hells Angels van de Limburgse Nomads-chapter vermoord. Twaalf clubgenoten werden hiervoor tot zes jaar celstraf veroordeeld. Drie anderen zijn vrijgesproken. Het OM, dat tegen veertien leden levenslang had geëist, is in hoger beroep gegaan tegen de uitspraken. In 2005 werden de Nomads opgeheven. Op 15 juni 2007 werden alle overige Nomads ook vrijgesproken wegens gebrek aan bewijs.
Op 19 januari 2006 werd op Curaçao de chapter van de Brothers Caribbean door de Hells Angels opgenomen. De nieuwe naam werd Hells Angels Caribbean.
Op 3 september 2008 werd er een nieuwe chapter opgericht in Haelen, die de naam South East kreeg.
Op 28 mei 2011 werd de chapter van de Demons Stolwijk en Demons Raamsdonk door de Hells Angels opgenomen. De nieuwe naam werd Hells Angels Gouda en van Raamsdonk South Central.
Ook traden op 28 mei 2011 diverse chapters van de Confederates MC tot de Hells Angels toe. In één klap werd het aantal chapters uitgebreid met Zeist, Utrecht, Amersfoort, Nijmegen, Rhenen, Barneveld en Alkmaar.
In 2013 werd de chapter in Zeist opgeheven.
Op 10 september 2012 werd er in Heerlen een nieuw chapter opgericht met de naam Limburg en op 18 juli 2013 nog een in Goirle met de naam Brabant. De chapter Caribbean ging in 2013 zelfstandig verder.
In 2014 werd een nieuwe chapter opgericht in Emmen. De naam van de chapter werd Hells Angels Emmen.

### Verbod
Op 29 mei 2019 bepaalde de civiele rechtbank te Utrecht dat de motorclub Hells Angels verboden werd en al zijn activiteiten moest staken. Hiermee werd voor het eerst een civielrechtelijk verbod voor de club in een land opgelegd.
Enkele burgemeesters uit de Belgische grensstreek met Nederland uitten als reactie op het bekend worden van het verbod bezorgdheid over mogelijke verplaatsing van de activiteiten van de Hells Angels. Zij riepen ertoe op om ook in België gerechtelijke stappen te ondernemen.

### Chapters in Nederland
| Plaats     | Naam chapter   | Chapter Hells Angels | Opgeheven | Vroegere MC           |
| ---------- | -------------- | -------------------- | --------- | --------------------- |
| Amsterdam  | Amsterdam      | 28 oktober 1978      |           | Kreidler Ploeg Oost   |
| Haarlem    | Haarlem        | 19 januari 1980      |           |                       |
| Oirsbeek   | Nomads         | 1987                 | 2005      |                       |
| Harlingen  | Northcoast     | 28 oktober 1992      |           | Rockers Northcoast    |
| IJmuiden   | Westport       | 20 oktober 1999      |           |                       |
| Rotterdam  | Rotterdam      | 26 juni 2000         |           |                       |
| Kampen     | Kampen         | 18 december 2001     |           | mc loswal             |
| Curaçao    | Caribbean      | 19 januari 2006      | ¹ 2013    | Brothers MC Caribbean |
| Alkmaar    | North City     | 6 december 2006      |           | HAMC NorthSide        |
| Haelen     | South East     | 3 september 2008     |           |                       |
| Gouda      | Gouda          | 28 mei 2011          |           | Demons MC Stolwijk    |
| Rhenen     | South Central  | 28 mei 2011          |           | Confederates MC       |
| Utrecht    | Utrecht        | 28 mei 2011          |           | Confederates MC       |
| Amersfoort | Amersfoort     | 28 mei 2011          |           | Confederates MC       |
| Zeist      | Zeist          | 28 mei 2011          | 2013      | Confederates MC       |
| Nijmegen   | Lower Eastside | 28 mei 2011          | 2014      | Confederates MC       |
| Barneveld  | Barneveld      | 28 mei 2011          | 2015      | Confederates MC       |
| Heiloo     | North West     | 28 mei 2011          |           | Confederates MC       |
| Heerlen    | Limburg        | 10 september 2012    |           |                       |
| Goirle     | Brabant        | 18 juli 2013         | 2017      |                       |
| Emmen      | Emmen          | 2014                 |           | MC Outsiders          |
| Nijmegen   | Nijmegen       | 2014                 |           |                       |

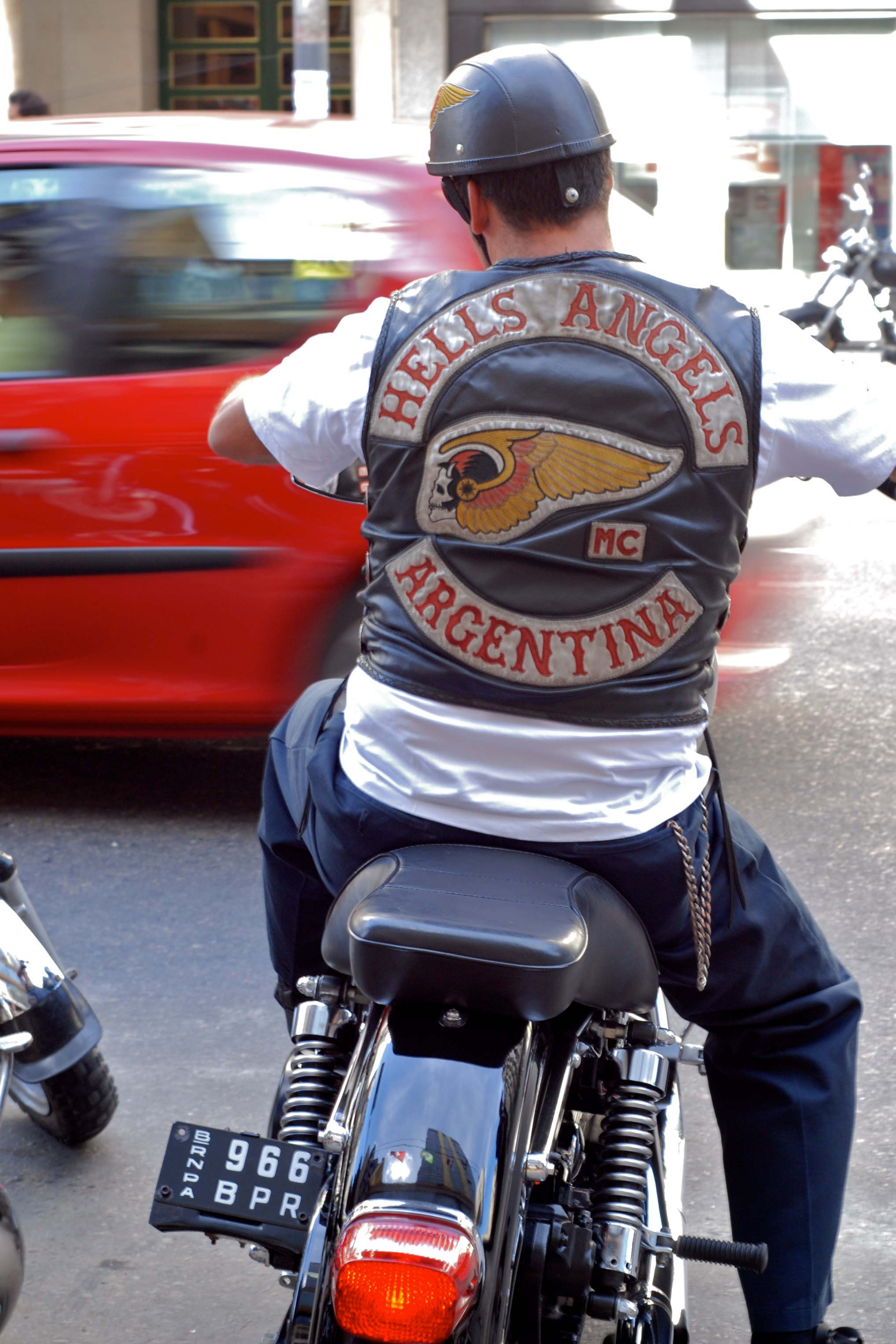
Lid van de Hells Angels Argentina

¹ Valt sinds 2013 onder Hells Angels Curacao.

## België
De Belgische afdeling heet Hells Angels Belgium. Op 15 juli 1997 werd de eerste chapter opgericht. De naam was Hells Angels MC Ghent. De afdeling van Gent wordt beschouwd als de motherchapter, maar aangenomen wordt dat de Belgische afdelingen rechtstreeks onder het gezag staan van de Hells Angels van Amsterdam.

### Chapters in België
| Plaats       | Naam chapter   | Chapter Hells Angels | Opgeheven | Vroegere MC |
| ------------ | -------------- | -------------------- | --------- | ----------- |
| Gentbrugge   | Gent           | 15 juli 1997         |           |             |
| Zwijndrecht  | Antwerp        | 15 januari 1998      |           |             |
| Aartrijke    | Coast          | 7 oktober 1999       |           |             |
| Gilly        | Charleroi City | 2 juli 2009          |           |             |
| Rekem        | Hellburg       | 16 januari 2013      |           |             |
| Doornik/ Aat | HAMC West Area | 4 juni 2017          |           |             |
| ...          | South Valley   | 4 juni 2022          |           |             |

## Codes

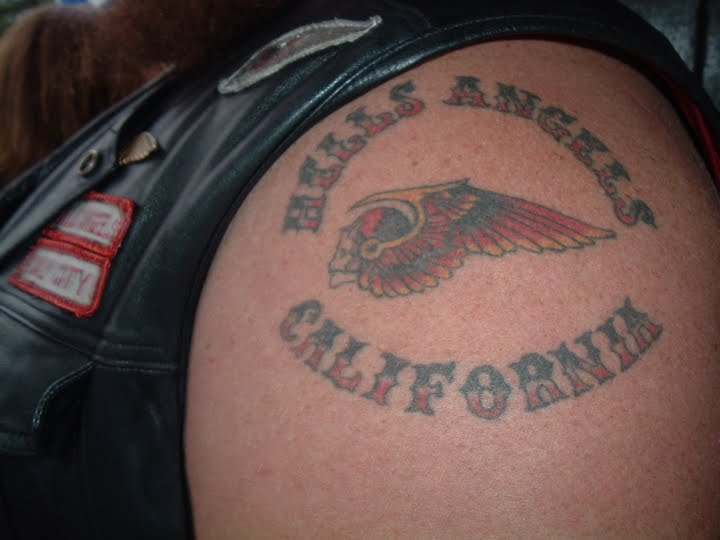
Hells Angels-tatoeage

- AFFA = Angels Forever, Forever Angels
- ACAB = all cops are bastards
- 13 = MC (Mother Chapter, lidmaatschap van de oorspronkelijke groep)
- 22 = teken dat iemand in de gevangenis gezeten heeft
- 66 = Filthy Few (F is de zesde letter in het alfabet)
- 666 = Filthy Few Forever
- 86 = van oorsprong "Heroin Forbidden" (HF), nu algemeen voor een verbod (bijvoorbeeld alcohol)
- 81 = Hells Angels (H is de achtste en A de eerste letter in het alfabet)
- 8118 = Hells Angels Amsterdam Holland
- Bad standing = oneervol ontslag bij de club
- Good standing = eervol ontslag bij de club

## Structuur
1. President - de leider van de chapter
2. Vice-President - de vervanger van de president bij diens afwezigheid
3. Secretary - secretaris
4. Sergeant at Arms - zorgt voor discipline binnen de club
5. Treasurer - penningmeester
6. Road Captain - Hells Angel die binnen de chapter belast is met het leiden van een rijtoer
7. Member - lid
8. Prospect - aspirant-lid, in afwachting van "full membership" of "the full patch"
9. Hangaround - aspirant-lid, in afwachting van de "prospect"-status
10. Supporter - Free Bikers of zelfs hele motorclubs die geen lid zijn, maar de Hells Angels respect betuigen en deelnemen aan zogeheten "runs", een gezamenlijke motorrit. Deze groep tezamen wordt ook "the pack" genoemd.

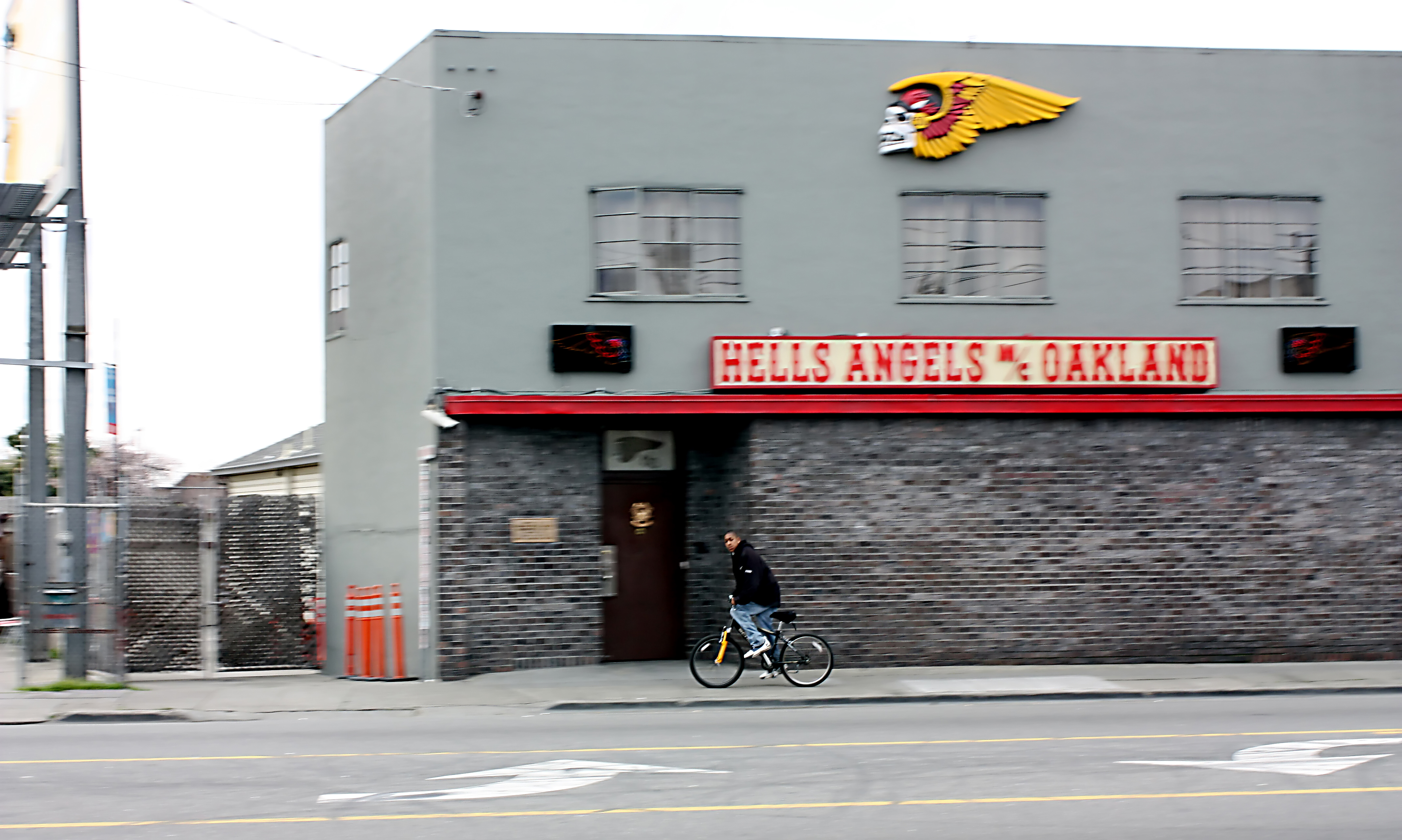
Hells Angels-clubhuis Oakland
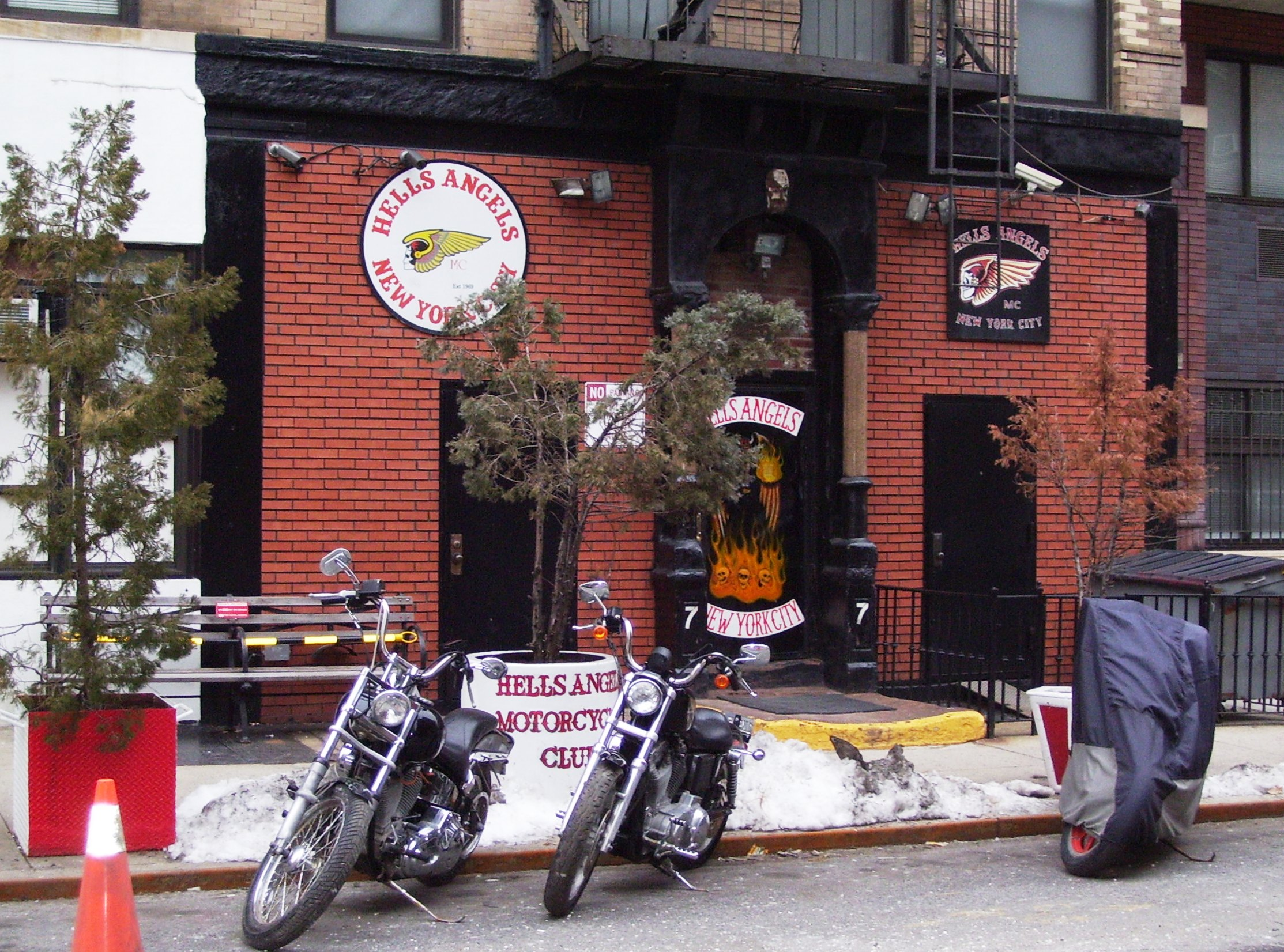
Hells Angels-clubhuis New York
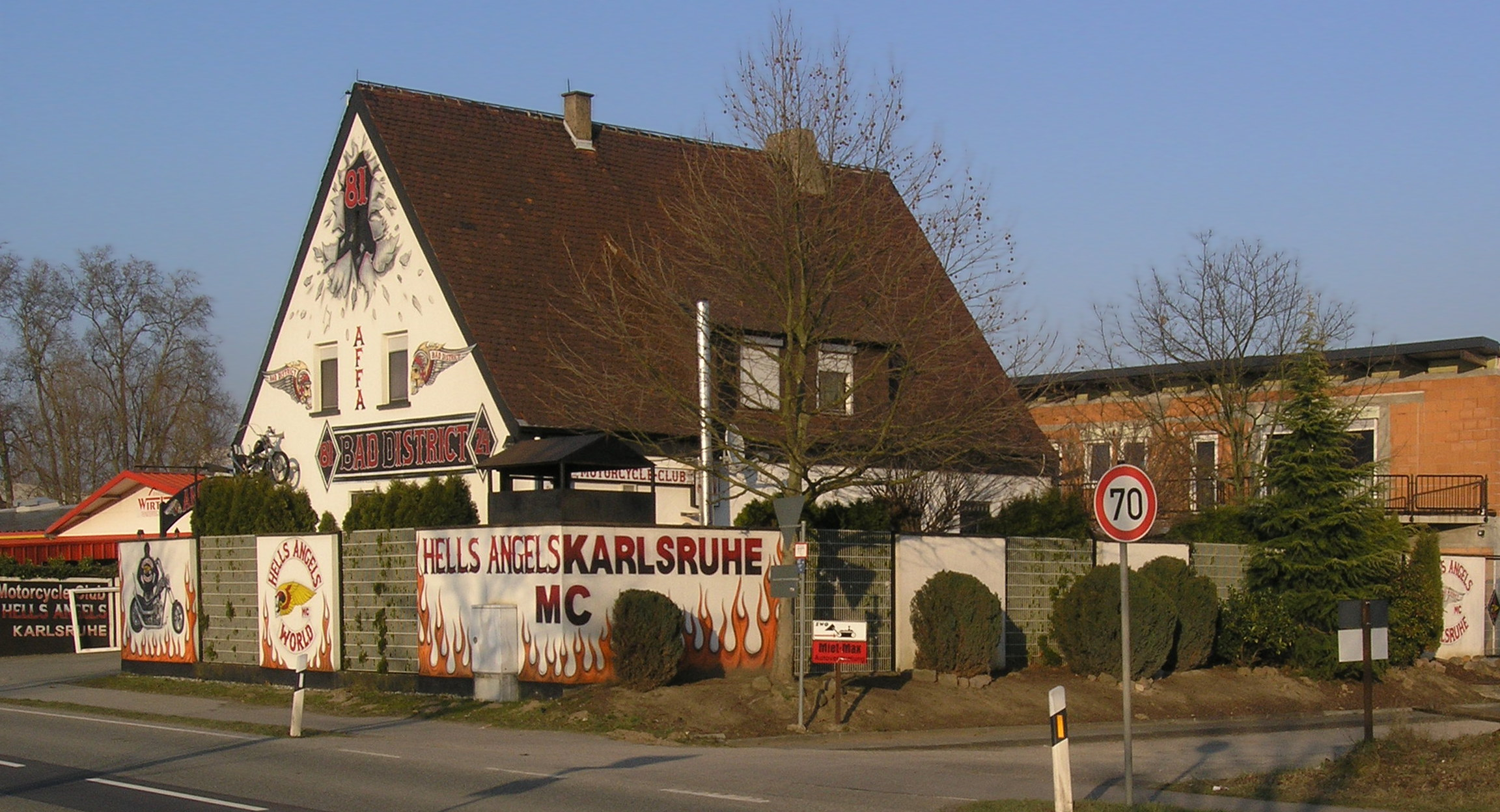
Hells Angels-clubhuis Karlsruhe